# Neverball

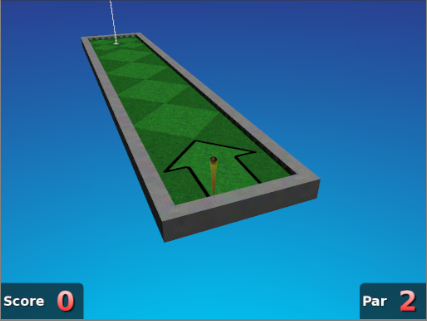
Neverputt

Neverball — компьютерная игра-платформер, в которой игрок управляет мячом путём наклона опорной конструкции в трёхмерном пространстве. Для перехода на следующий уровень необходимо открыть цель, собрав для этого определённое количество монет (очков), и попасть в неё мячом.
Вместе с Neverball поставляется игра Neverputt — реализация мини-гольфа.
Neverball является кроссплатформерным и свободным программным обеспечением.

## История
Игра является спин-оффом игры Super Monkey Ball, была выпущена в середине 2003 года и имела название Super Empty Ball, которое в том же году было изменено на Neverball. Последняя версия — 1.6.0, выпущенная в 2014 году.

## Описание
В последней версии Neverball имеется 183 уровня для Neverball и 152 лунки для Neverputt. Кроме основных уровней также можно скачать другие уровни, которые не записаны в документ sets.txt. Найти их можно на форуме.
В игре 8 официальных пакетов уровней:
- Neverball Easy (25 уровней для новичков)
- Neverball Medium (25 уровней для любителей)
- Neverball Hard (25 уровней для продвинутых)
- Tour de Force (25 уровней для экспертов)
- Retour de Force (ещё 25 уровней для экспертов)
- Nevermania (20 уровней для профессиональных геймеров, последний уровень пройти невозможно)
- Tones Levels (20 уровней средней сложности, ставшие официальными в последней версии)
- Neverball Misc (18 тестируемых, неупорядоченных, незавершённых, экспериментальных уровней, которые доступны только при активации чит-режима)

Уровень проигрывается, если мяч выпадает за пределы конструкции или истекает время, отведённое на уровень. Игра не имеет ограничений по количеству попыток прохождения одного уровня. Чтобы перейти на следующий уровень, игроку сначала необходимо набрать определённое количество очков, путём сбора монеток различного цвета: жёлтая монетка даёт 1 очко, красная — 5, а синяя — 10. Количество необходимых для сбора и набранных очков отображается в правом нижнем углу окна. Когда очки набраны, активизируется цель, в которую необходимо привести мяч для перехода на следующий уровень. В игре существуют дополнительные уровни, открыть которые можно при удачном прохождении режима сеанса. Вы проходите все уровни этого пакета уровней. За каждые 100 монет добавляется по 1 попытке. При успешном завершении режима сеанса открываются все дополнительные уровни.
В Neverball присутствует возможность смены мяча, интернационализации (смены языка) и создания собственных уровней или редактирования других с помощью программы NetRadiant.

## Сохранение результатов
В игре автоматически записывается последний процесс прохождения уровня, который можно сохранить в файл собственного формата *.nbr и воспроизвести в любой момент для демонстрации. Таким образом, можно просмотреть, как другие игроки проходят различные уровни в Neverball, если поместить файл прохождения уровня в домашнюю папку пользователя.

## Используемые программные компоненты
Основные:
- SDL
- PhysicsFS[англ.]
- Libpng
- LibVorbis